# Montecastrilli
Montecastrilli es una localidad y comune italiana de la provincia de Terni, región de Umbría, con 5.076 habitantes.

## Evolución demográfica
| Gráfica de evolución demográfica de Montecastrilli entre 1861 y 2001 |
|                                                                      |
| Fuente ISTAT - elaboración gráfica de Wikipedia                      |